# Mohammed Achmed Vizaro Mussulmo
Mohammed Achmed Vizaro Mussulmo, ook bekend als Mahomet Achmed Vizaro Mussulmo (geboren in Turkije omstreeks 1700) was een circusartiest.
Mussulmo was een koorddanser, afkomstig uit Turkije die een van de eerste circusartiesten was die regulier optrad in een tentcircus in Europa. In 1741 trad hij op in de circustent van Hussey in George Yard in Whitechapel. Behalve een vaardig koorddanser op het slappe koord was hij ook beroemd vanwege zijn vioolspel terwijl hij op het koord balanceerde. Hij kon zijn instrument zelfs bespelen terwijl hij op zijn hoofd op het koord stond of zittend op een plank op het koord. Verder was hij in staat om tijdens zijn koorddansact met brandende fakkels te jongleren en duwde hij een man in een kruiwagen over het koord.